# GVB
Pour les articles homonymes, voir GVB (homonymie).

Logotype de la GVB.

La Gemeentelijk Vervoerbedrijf (« Compagnie de transport municipale » en néerlandais) ou GVB est une entreprise de transport en commun néerlandaise, chargée de la gestion de l'ensemble des infrastructures de transport public de la ville d'Amsterdam. Son réseau est très développé, et combine plusieurs modes de transport à la fois ferroviaires (tramway et métro), routier (bus) et maritime (ferries). Dans le centre, les tramways et les bus concentrent l'essentiel du trafic de passagers, tandis que les métros desservent les zones périphériques et la proche banlieue (Amstelveen, Diemen). Les liaisons en ferry, gratuites, permettent de traverser l'IJ et de relier l'arrondissement de Noord et les communes alentour au reste de la ville.
En 2012, la GVB, qui compte environ 3 750 employés, a transporté environ 206 millions de passagers. Chaque jour, 740 000 empruntent ses 56 lignes de bus, 16 lignes de tram, 4 lignes de métro et 5 liaisons maritimes.
La carte à puce OV-chipkaart, lancée en 2005 et valable à la fois sur le réseau ferroviaire des Nederlandse Spoorwegen et sur les réseaux de transport en commun de plusieurs villes des Pays-Bas (Rotterdam, La Haye, etc.) est utilisable dans l'ensemble des transports en commun de la ville. Le bureau central de la GVB, situé en face de la gare centrale, distribue les cartes du réseau de transport public.

## Histoire
L'ancêtre de la GVB, le Gemeentetram Amsterdam (GTA) (Tramway municipal d'Amsterdam), fut créé par la ville le 1er janvier 1900, à la suite de l'acquisition d'une compagnie de tramway privée. En 1925, la première ligne de bus fut mise en service. En 1943, la GVB prit sa forme actuelle lorsque le Gemeentetram fusionna avec les Gemeenteveren Amsterdam, la compagnie de ferrys municipale. Elle prit alors le nom de Gemeentelijk Vervoerbedrijf. En 2007, la GVB fut privatisée, et le nom complet fut supprimé pour ne garder que les initiales.